# Away from Here
Albums de Sirsy
Baggage
(2000) At This Time (Live)
(2002)
Away From Here est le deuxième album du groupe New-Yorkais Sirsy.

## Listes de titres
Listes de titres
| No  | Titre                  | Durée |
| --- | ---------------------- | ----- |
| 1.  | She Says               |       |
| 2.  | Paper Moon             |       |
| 3.  | Uncomfortable          |       |
| 4.  | Crybaby                |       |
| 5.  | Kiss Me Here           |       |
| 6.  | Please Let Me Be       |       |
| 7.  | You                    |       |
| 8.  | Whenever You're Around |       |
| 9.  | Anyway                 |       |
| 10. | Kiss Me Here (reprise) |       |